# لیگ قهرمانان افغانستان ۱۴۰۱
لیگ قهرمانان افغانستان ۱۴۰۱ دومین فصل لیگ قهرمانان افغانستان بود، لیگ افغانستان برای باشگاه‌های فوتبال، از زمان آغاز آن درسال ۱۴۰۰. این فصل در ۱۵ آبان ۱۴۰۱ آغاز شد و در ۱۸ آذر ۱۴۰۱ پایان یافت. در پایان اتک انرژی به عنوان قهرمانی رسید و آزادی و اتلان در پایان فصل به لیگ های استانی سقوط کردند.

## تیم‌ها
۱۲ تیم زیر در فصل ۱۴۰۱ لیگ قهرمانان افغانستان به رقابت پرداختند.
| باشگاه    | استان  |
| --------- | ------ |
| اتک انرژی | هرات   |
| ابومسلم   | فراه   |
| خدیم      | سرپل   |
| عینومینه  | قندهار |
| موج ساحل  | بلخ    |
| میوند     | هلمند  |
| سرخپوشان  | هرات   |
| استقلال   | کابل   |
| واحدی     | پکتیا  |
| خراسان    | فاریاب |
| آزادی     | غزنی   |
| اتلان     | خوست   |

## خلاصه فصل
درفصل ۱۴۰۱، باشگاه ابومسلم با ۴ امتیاز اختلاف پس از اتک انرژی دوم شد. دو تیم از ۱۱ بازی بدون هیچ شکستی به پایان رساندند. درجریان بازی های لیگ قهرمانان، تیم های اتک انرژی و ابومسلم به مصاف یکدیگر رفتند که این دیدار با نتیجه ۱–۱ به پایان رسید.

## جدول لیگ
| رتبه | تیم           | بازی | برد | مساوی | باخت | گل زده | گل خورده | گل تفاضل | امتیاز | صعود یا سقوط       |
| ---- | ------------- | ---- | --- | ----- | ---- | ------ | -------- | -------- | ------ | ------------------ |
| ۱    | اتک انرژی (C) | ۱۱   | ۱۰  | ۱     | ۰    | ۳۶     | ۶        | ۳۰+      | ۳۱     |                    |
| ۲    | ابومسلم       | ۱۱   | ۸   | ۳     | ۰    | ۳۵     | ۱۳       | ۲۲+      | ۲۷     |                    |
| ۳    | خدیم          | ۱۱   | ۷   | ۲     | ۲    | ۳۶     | ۱۸       | ۱۸+      | ۲۳     |                    |
| ۴    | عینومینه      | ۱۱   | ۶   | ۰     | ۵    | ۲۳     | ۱۷       | ۶+       | ۱۸     |                    |
| ۵    | موج ساحل      | ۱۱   | ۵   | ۲     | ۴    | ۳۱     | ۲۲       | ۹+       | ۱۷     |                    |
| ۶    | میوند         | ۱۱   | ۵   | ۲     | ۴    | ۲۸     | ۲۱       | ۷+       | ۱۷     |                    |
| ۷    | سرخپوشان      | ۱۱   | ۳   | ۳     | ۵    | ۱۷     | ۱۴       | ۳+       | ۱۲     |                    |
| ۸    | استقلال       | ۱۱   | ۳   | ۳     | ۵    | ۲۷     | ۲۶       | ۱+       | ۱۲     |                    |
| ۹    | واحدی         | ۱۱   | ۳   | ۲     | ۶    | ۲۴     | ۴۵       | ۲۱−      | ۱۱     |                    |
| ۱۰   | خراسان        | ۱۱   | ۲   | ۲     | ۷    | ۱۳     | ۳۵       | ۲۲−      | ۸      |                    |
| ۱۱   | آزادی (R)     | ۱۱   | ۲   | ۱     | ۸    | ۲۴     | ۴۷       | ۲۳−      | ۷      | سقوط به لیگ استانی |
| ۱۲   | اتلان (R)     | ۱۱   | ۱   | ۱     | ۹    | ۱۷     | ۴۷       | ۳۰−      | ۴      | سقوط به لیگ استانی |

1. ↑  باشگاه میوند در فصل قبل به عنوان عصمت لغمانی به رقابت پرداخت.[۱]